# Patrik Leban
Patrik Leban (* 7. September 1989 in Ljubljana) ist ein slowenischer Handballspieler. Der 1,87 m große mittlere Rückraumspieler spielt seit 2022 für den österreichischen Verein SC Ferlach und stand im Aufgebot der slowenischen Nationalmannschaft.

## Karriere

### Verein
Patrik Leban spielte in seiner Heimat zunächst für die Vereine RK Col, RK Ajdovščina und RK Sežana. In der ersten slowenischen Liga lief er für MRK Krka und RD Riko Ribnica auf. Mit Ribnica nahm er in der Saison 2016/17 am EHF-Pokal teil. Ab 2017 stand er beim kroatischen Verein RK Nexe Našice unter Vertrag. Mit Našice wurde er zweimal Zweiter in der Premijer Liga hinter Serienmeister RK Zagreb. Außerdem nahm er zweimal am EHF-Pokal und an der SEHA-Liga teil. Nach zwei Jahren kehrte der Spielmacher nach Slowenien zurück und lief für den Rekordmeister RK Celje Pivovarna Laško auf, mit dem er 2019 den Supercup und 2020 die Meisterschaft gewann.
In der Saison 2021/22 stand Leban beim deutschen Bundesligisten HC Erlangen unter Vertrag. Mit Erlangen erreichte er das Halbfinale im DHB-Pokal 2021/22. Für die Saison 2022/23 wurde Leban vom SC Ferlach für die Handball Liga Austria verpflichtet.

### Nationalmannschaft
Mit der slowenischen Nationalmannschaft belegte Leban bei der Europameisterschaft 2018 den achten Platz. Er wurde während des Turniers für Jan Grebenc nachnominiert und kam zu zwei Kurzeinsätzen. Bisher bestritt er acht Länderspiele, in denen er zehn Tore erzielte.

## Saisonstatistik

### HLA Meisterliga
| Saison    | Verein                | Spielklasse     | Spiele | Tore | 7-Meter      | Feldtore |
| --------- | --------------------- | --------------- | ------ | ---- | ------------ | -------- |
| 2022/23   | Fivers WAT Margareten | HLA Meisterliga | 022    | 111  | 15/20        | 096      |
| 2023/24   | Fivers WAT Margareten | HLA Meisterliga | 023    | 060  | 3/5          | 057      |
| 2024/25   | Fivers WAT Margareten | HLA Meisterliga | 027    | 121  | 17/19        | 104      |
| 2022–2025 | gesamt                | HLA Meisterliga | 072    | 292  | 35/44 (80 %) | 257      |